# Allozetes africanus
Allozetes africanus är en kvalsterart som beskrevs av Balogh 1958. Allozetes africanus ingår i släktet Allozetes och familjen Austrachipteriidae. Inga underarter finns listade i Catalogue of Life.